# Мост Искусств
Мост Искусств (фр. pont des Arts или passerelle des Arts) — первый железный мост Парижа через реку Сену, ныне пешеходный, соединяющий по прямой линии Институт Франции (частью которого является знаменитая Французская академия) и квадратный двор Луврского дворца, именовавшегося «дворцом Искусств» в эпоху Первой империи.

## Описание
- Длина моста: 155 м; ширина: 11 м.

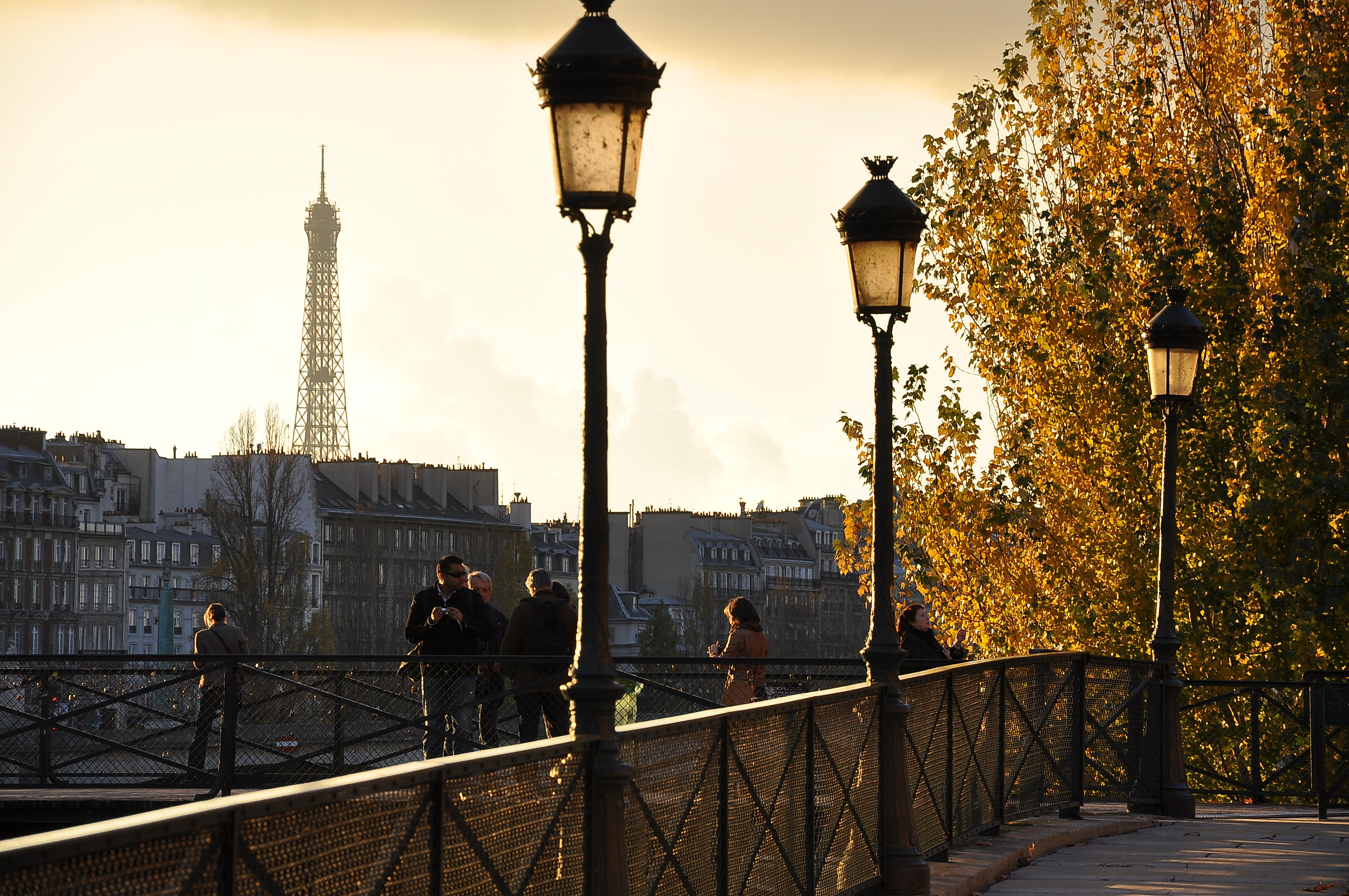
Вид с моста на Эйфелеву башню, 2010 год

- Конструкция: мост состоит из семи арочных пролётов длиной ок. 22 м, стоящих на 6 опорах из железобетона с каменной облицовкой.
- Месторасположение: мост Искусств соединяет 1-й (правый берег) и 6-й округа (на левом берегу).
- Метро: линия 1, станция Louvre — Rivoli или линия 7, станция Pont Neuf.

| Расположение моста на Сене      | Расположение моста на Сене | Расположение моста на Сене |
| ------------------------------- | -------------------------- | -------------------------- |
| Вниз по течению: Мост Каррузель |                            | Вверх по течению: Пон-Нёф  |

## История

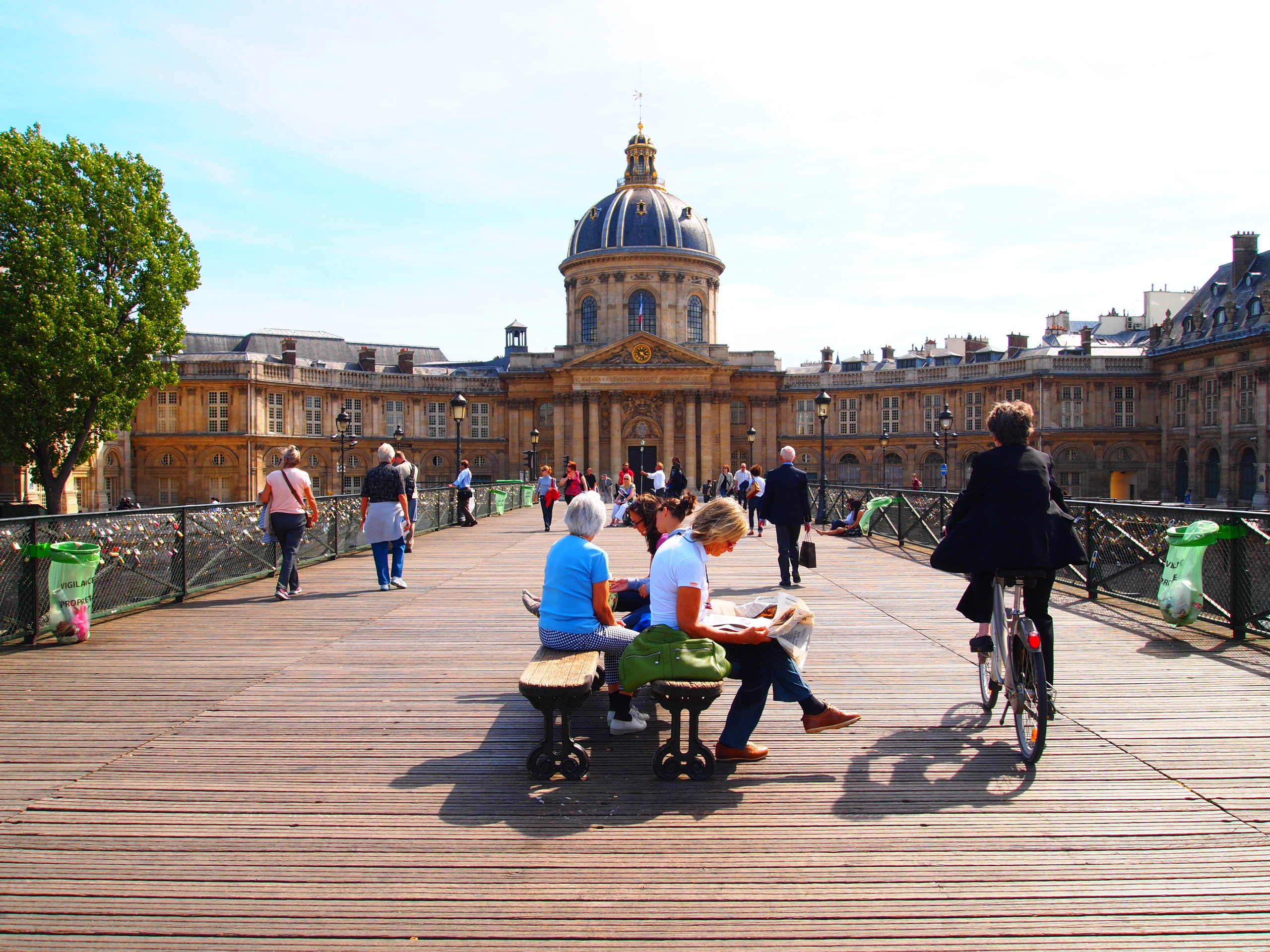
Вид с моста на Институт Франции, 2011 год

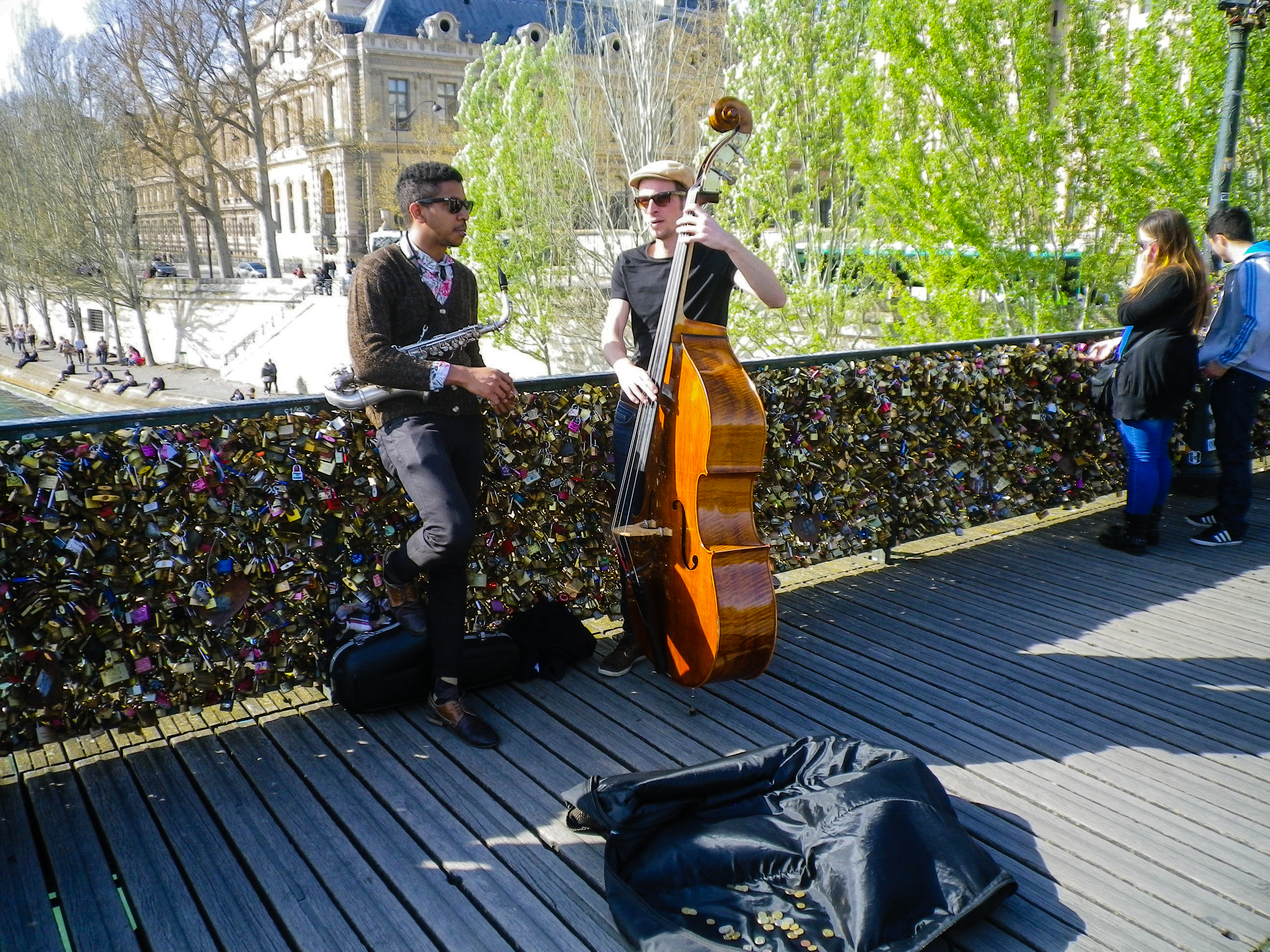
Музыканты на мосту Искусств, 2014 год

Мост Искусств был остроен по приказу Наполеона в 1801—1804 годах. Своё имя мост получил от Лувра, который в начале XIX века называли Дворцом Искусств благодаря собранным в нём коллекциям произведений искусств. Стоимость постройки состапвила 787 655 франков и 65 сантимов. В день открытия моста сюда устремились 64 000 парижан, чтобы первыми пройти по мосту. До 1848 года за пользование мостом взималась пошлина (один су).
В 1852 году итальянский архитектор Луи Висконти, которому Наполеон III поручил работу над Лувром, должен был заняться перестройкой моста Искусств. Помимо прочего был запланирован снос одного из сводов, связанный с расширением набережной Конти. После неожиданной смерти Висконти в 1853 году его дела перенял Эктор Лефюэль. Под его же руководством мост был расширен спустя несколько лет (1871—1876).
Во время Первой и Второй мировых войн мост серьёзно пострадал от бомбардировок. Также с мостом неоднократно сталкивались баржи; последнее столкновение произошло в 1979 году, что привело к обвалу значительной части моста. Всё это способствовало реконструкции моста Искусств: в 1977 году мост был закрыт и заново отстроен в 1981—1984 годах под руководством Луи Арретча (Louis Arretche), который опирался при строительстве на планы прежнего моста. Число арок было сокращено с девяти до семи, чтобы выровнять мост Искусств по Новому мосту. 27 июня 1984 года мэр Парижа Жак Ширак торжественно открыл новый мост.
Мост Искусств часто используется художниками и фотографами в качестве студии под открытым небом благодаря живописным видам, открывающимся с моста; здесь же они выставляют свои работы. Летом парижане устраивают на мосту пикники.

## Традиции

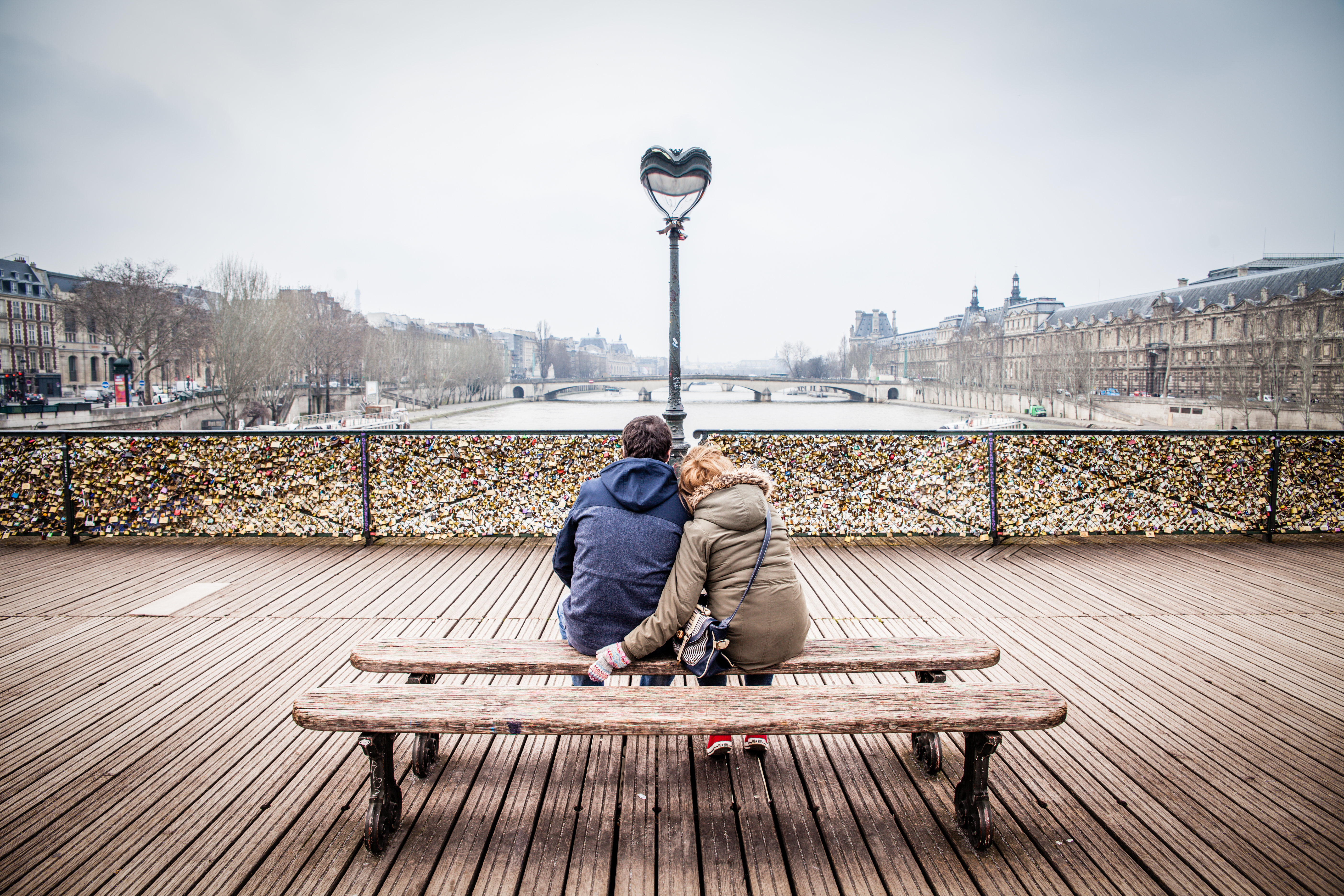
Влюблённые на мосту Искусств, 2013 год

В 2008 году влюблённые создали традицию: в знак верности они прикрепляют к мосту замок, часто со своими именами, а ключ бросают в Сену. «Замки любви» появились в таком количестве, что создали угрозу ограждениям моста — летом 2014 года под весом замков часть перил обрушилась. Кроме этого, власти Парижа обеспокоились экологическим вредом от множества брошенных в Сену ключей. В рамках эксперимента часть перил была закрыта специальным стеклом, но окончательное решение не принято. В июне 2015 года власти города Парижа демонтировали несколько десятков тысяч навесных замков, которыми за последние годы обросла ограда Моста искусств. Невинная, на первый взгляд, традиция влюблённых — вешать на решётки моста замок с начертанными на нём инициалами и выбрасывать в Сену ключ в знак нерушимости уз — грозила обернуться катастрофой, так как общий вес скобяных изделий перевалил за 45 тонн и грозил обрушением моста.

## В культуре

### В литературе
Упоминания о мосте Искусств встречаются в романах Бальзака «Шагреневая кожа» и «Блеск и нищета куртизанок», в «Библиомане» Шарля Нодье, в романе Хулио Кортасара «Игра в классики» (1963), в романе Эмиля Золя «Творчество», в романе Виктора Гюго «Отверженные», в повести Альбера Камю «Падение».

### В кинематографе
- В 2004 году Эженом Грином был снят одноимённый французский фильм «Мост Искусств» с Наташей Ренье и Дени Подалидесом в главных ролях. Премьера артхаусного фильма состоялась в 2004 году на Кинофестивале в Локарно[5].
- Мост можно увидеть в последнем эпизоде сериала «Секс в большом городе» и в фильме «Иллюзия обмана».

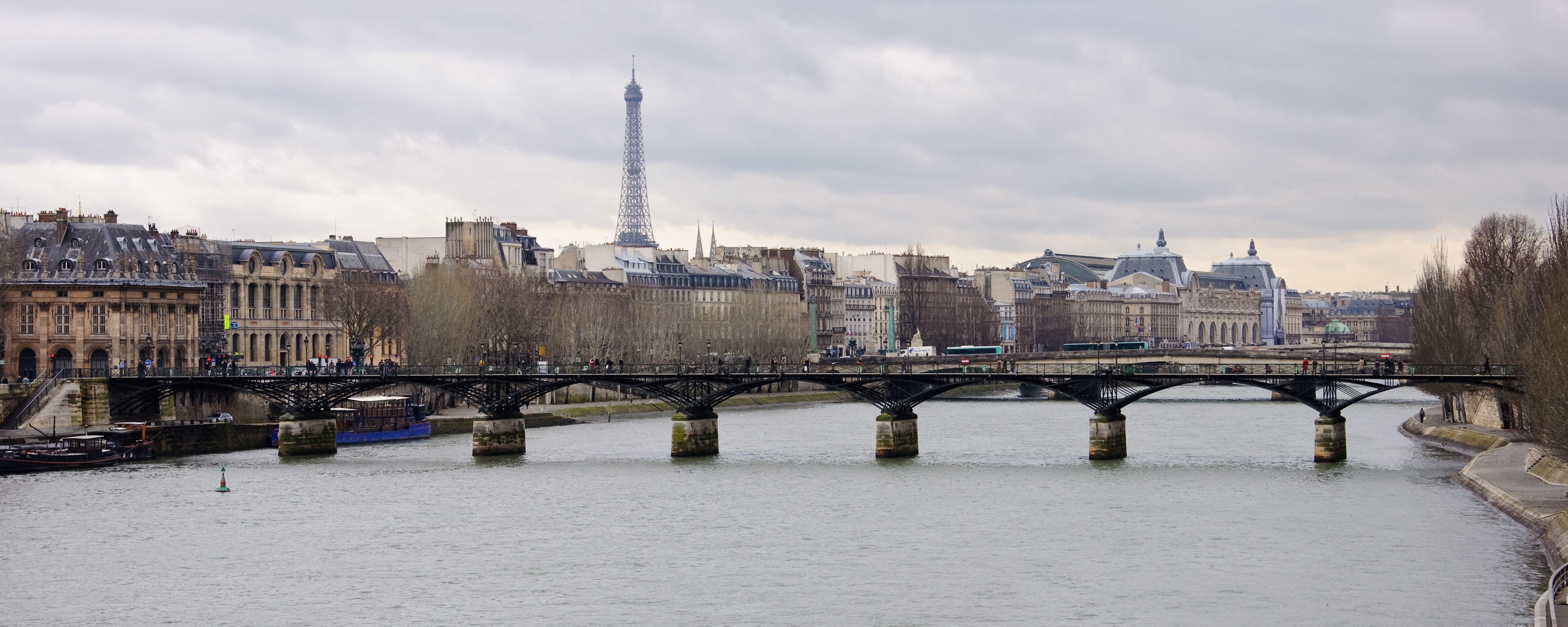
Мост Искусств